# Composé azoïque
Pour les articles homonymes, voir Azoïque.
Cet article court présente un sujet plus développé dans : Groupe azo.
| Composé azoïque avec le groupe azo en bleu |
| Isomère E, plus stable                     |
| Isomère Z, moins stable                    |

Un composé azoïque est une molécule organique qui comporte au moins un groupe azo -N=N-.
La formule générale des composés azoïques est R-N=N-R', où R et R' sont des groupes quelconques. Lorsque R et R' sont des groupes aryles, on a affaire à un colorant azoïque.